# Hojkov
Hojkov è un comune della Repubblica Ceca facente parte del distretto di Jihlava, nella regione di Vysočina.